# 列肆
列肆是中国古代星官名，属三垣之中的天市垣，意为“寶玉或珍珠貴物品市場”，列肆星官共由二星组成，在现在通用的88星座中分别属于巨蛇座和蛇夫座。

## 列肆二星
- 列肆一，巨蛇座σ，视星等4.82
- 列肆二，蛇夫座λ，视星等3.82

## 列肆增四星
清钦天监1752年编成《仪象考成》星表，列肆增加了4颗肉眼可见的星。